# 哈得孙 (纽约州)
哈得孙（英語：Hudson）是美国纽约州哥伦比亚县的一座城市，地处哥伦比亚县西部，为该县县治。2010年美国人口普查时，该市有6713人。其名称来源于临近的哈得孙河。